# Inodrillia aepynota
Inodrillia aepynota är en snäckart som först beskrevs av Dall 1889.  Inodrillia aepynota ingår i släktet Inodrillia och familjen Horaiclavidae. Inga underarter finns listade i Catalogue of Life.